# Ouertani
Die Ouertanis oder Ouertatanis sind einer der größten tunesischen Amazigh-Stämme.

## Bedeutung des Namens
„Urti“ bedeutet in der Tamazight-Sprache Obstgarten, „Wurtan“ bzw. Ouertan ist die mit einem Artikel versehenen Pluralform sprich „Die Obstgärten“ auf Tamazight-Sprache und gleichzeitig der Name des Stammes. Historische Beweise dafür sind, dass es Obstgärten  in Hülle und Fülle in der Stadt Sra Ouertan südlich der Stadt Kef gibt. Die Römer nannten die Stadt Sra Ouertan früher „Altisira“, da sie 397 Meter über dem Meeresspiegel ist und den höchsten Punkt in ihrer Region darstellt. Die Entstehung des Wortes Ouertani (arabisch ورتاني, DMG Wartānī) aus dem Amazigh-Stammnamen Ouertan hat als Hintergrund die arabische Grammatik und wird von Arabischsprachigen als „relativ zu Ouertan“ verstanden.

## Über den Stamm
Die Geschichte der Ouertanis geht bis in die Antike zurück. Sie hatten und haben immer noch einen großen politischen und wirtschaftlichen Einfluss in Nordafrika bzw. in Tunesien. Der Berberstamm Ouertan hatte seit der vorislamischen Ära Nordafrikas diesen Einfluss und lebte mit den Römern während der römischen Ära Tunesiens friedlich zusammen. Heute sind sie lokalisiert vor allem im Nordwesten Tunesiens.
Die Mehrheit dieses Stammes gehörten in der Kolonialzeit Tunesiens (1881–1956) zu den nationalen Freiheitskämpfern Fellaga, welche die Waffen gegen die französische Besatzung erhoben haben, um ihr Land zu verteidigen und zu befreien. Berühmt wurde allerdings der Hāddsch Abdullah Ben Abdelmalik El Ouertani, welcher Waffen, Munition und Nahrung für alle Fellega beschaffen hatte.
Darüber hinaus waren viele Ouertanis zu den Zeiten der Beys Hafiz und wurden vom Bey damit beauftragt, die Zakat in ihren Regionen zu sammeln.
In Tunesien lebende heutige Ouertanis haben Arabisch mit tunesischem Dialekt als Muttersprache und sind sunnitische Muslime. Sie tragen den tunesischen Nachnamen beziehungsweise Familiennamen Ouertani, der vor allem in den Städten Kef, Kairouan und Tunis verbreitet ist. Manche Ouertanis sind in den 1890ern und in der Kolonialzeit nach Frankreich ausgewandert. Mindestens 197 Personen mit dem Nachnamen Ouertani sind in Frankreich seit 1890 geboren. Ouertani hat den Rang 49.565 in der Liste der meist getragenen Nachnamen in Frankreich. In Deutschland gibt es heute schätzungsweise 24 Personen mit dem Nachnamen Ouertani. Laut Namespedia leben die Ouertanis heute in mindestens 14 Ländern der Welt.

## Bekannte Personen des Stammes Ouertan
Berkannte Ouertanis sind:
- Mohamed Almokkdad Ben Naceur Ben Ammar Ouertani (Historiker, Buchautor)
- Lassaad Ouertani (Fußballspieler)
- Naoufel Ouertani (TV-Präsentator)
- Mustapha Ouertani (Sozialwissenschaftler)
- Rachid Ouertani (Physiker, Politiker)
- Lazhar Ouertani (Philosoph, Künstliche Technologie)
- Wiam Ouertani (Rechtswissenschaftlerin)
- Mohamed Ali Ben Abdelmalik Ouertani (ehemaliger Minister)
- Karim Ben Abdelmalik Ouertani (Geschäftsführer einer französischen Bank)
- Salahouddine Ben Abdelmalik Ouertani (Politiker und ehemaliger Geschäftsmann)
- Fayssal Ben Abdelmalik Ouertani (Anwalt)
- Scheikh Hamad Ouertani (Buchautor)
- Ugis Urtan (Englischlehrer)

## Referenzen
- Ouertani zitiert unter den wichtigsten Berberstämmen des Nordwestens Tunesiens (auf Arabisch)
- Buch: „Der Bournos (Berber-Männerkleid) in Paris“ von Almokdad Ouertani (auf Arabisch)
- Ouertanis in Frankreich (auf Französisch)
- Ouertanis in Deutschland
- Bundeskanzlerin Merkel ehrte Wetzlarer Sozialwissenschaftler
- Die Berge von Sra Ouertan (Video auf Arabisch)
- Verteilung der Ouertanis in der Welt basierend auf einer Stichprobenstatistik (auf Englisch)
- Die Ouertani in der Welt heute (auf Englisch)
- Ouertani ein klarer Berber-Familienname (auf Arabisch)
- Bedeutung von Wurtan bzw. Ouertan im Tamazight-Arabisch-Französisch-Spanisch Wörterbuch (Tamazight, Arabisch, Französisch, Spanisch)